# Ижофалва
Ижофалва (мађ. Izsófalva) је историјски град у северној Мађарској, у жупанији Боршод-Абауј-Земплен (Borsod-Abaúj-Zemplén).

## Историја
Насеље се први пут помиње 1283. године, под именом Хурва. Вероватно су га насељавали хрватски досељеници. Током турске ере је опустошен, а поново насељен у 18. веку. У 19. веку у близини се отварају рудници, а насеље расте.
Име села је било Дисношхорват до 1950. године, када је промењено у Ижофалва у част познатог родом из села, вајара Миклоша Ижоа.
Два рударска насеља која су раније била део села, Ормошбања и Рудолфтелеп, су постала су независна 1993. и 1994. године.

## Популација
Године 2001. 93% становништва насеља се изјаснило као Мађари, 7% Роми.
Током пописа из 2011. године, 90,1% становника се изјаснило као Мађари, 8,6% као Роми, а 0,2% као Немци (9,9% се није изјаснило, због двојног држављанства, укупан број може бити већи од 100%). 
Верска дистрибуција је била следећа: римокатолици 31,9%, реформисани 23,1%, гркокатолици 4,6%, лутерани 1,1%, неденоминациони 19,4% (17% није се изјаснило).